# Rivière Gens de Terre
La rivière Gens de Terre est un cours d'eau situé dans la réserve faunique La Vérendrye, dans la municipalité régionale de comté de la Vallée de la Gatineau, au Québec, au Canada. Elle relie le réservoir Cabonga au réservoir Baskatong, sur une distance de 115 km.
La rivière a longtemps servi au transport des billots de bois par flottaison.
La section de la rivière entre le pont de fer en aval et la rivière Wapus plus au nord est constituée d'imposantes falaises sur chacune des rives. Seuls des canotiers expérimentés s'y aventurent. Toutefois la régularité du débit de la rivière dépend grandement de la gestion du barrage du réservoir Cabonga. On dit dans le milieu que c'est l'une des plus belles rivières du Québec.[réf. nécessaire]

## Géographie

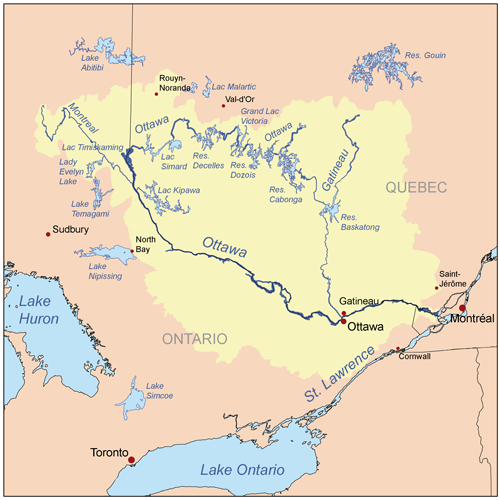
Bassin hydrographique de la rivière des Outaouais.

La rivière Gens de Terre prend sa source au barrage Cabonga qui retient les eaux du réservoir Cabonga dans la réserve faunique La Vérendrye. Ce barrage est aménagé dans le canton de Loubias, face à l'île Heafy. Ce barrage est situé à 114 km au nord-ouest du centre du village de Mont-Laurier et à 138 km au sud-est de Val-d'Or.
À partir du barrage de tête, les principaux barrages, rapides et chutes de la rivière Gens de Terre sont : rapides Maheu, barrage Travers, rapides Larivières, rapides Croches, chute Poigan, rapides Nickle, rapides de l'Épinette, rapides de la Gorge, chute du Petit Lac Poigan, chute du Sault du Crapaud, rapides du Sault du Crapaud, rapides Penches, rapides Hells Gate, rapides de L'Islet, rapides Noyés, rapides Minnie, Cascades Malignes, rapides au Bois Franc, rapides Narcisse, rapides de la Course de Cheval. Elle délimite la partie sud-est de la réserve faunique La Vérendrye.
La confluence de la rivière est située à 55,3 km au nord-ouest du centre de la ville de Mont-Laurier et à 194 km au sud-est de Val-d'Or. La rivière Gens de Terre se déverse au fond de la baie Gens de Terre qui constitue un appendice de 9,0 km jusqu'à la pointe du Cheval Blanc (orientée vers le nord-ouest) du réservoir Baskatong. À partir de cette pointe, le courant traverse vers le sud-est, puis le sud-ouest, en traversant la partie ouest du réservoir Baskatong, sur 11,6 km par la baie du Castor jusqu'au barrage du Castor ; ou sur 17,3 km par la baie Mercier jusqu'au barrage Mercier où l'eau de déverse dans la rivière Gatineau.

## Toponymie
Son nom proviendrait vraisemblablement de voyageurs ou de marchands de fourrure et rappelle la présence du peuple Attikamek. Louis-Antoine de Bougainville, aide de camp du marquis de Montcalm, évoque cette présence autochtone dans cette région — « Ces Sauvages, appelés aussi gens des terres » — dans son journal de 1757.
Le toponyme rivière Gens de Terre a été officialisé le 5 décembre 1968 à la Commission de toponymie du Québec.